# Maggot Brain
Maggot Brain è il terzo album del gruppo funk statunitense Funkadelic, pubblicato nel 1971.

## Tracce
1. Maggot Brain – 10:18 (Eddie Hazel, George Clinton)
2. Can You Get to That – 2:49 (George Clinton, Ernie Harris)
3. Hit It and Quit It – 3:48 (George Clinton, Billy Nelson, Garry Shider)
4. You and Your Folks, Me and My Folks – 3:35 (George Clinton, Bernie Worrell, Judie Jones)
5. Super Stupid – 3:56 (Eddie Hazel, Billy Nelson, Lucius Ross, George Clinton)
6. Back in Our Minds – 2:37 (Clarence Haskins)
7. Wars of Armageddon – 9:42 (Bernie Worrell, George Clinton, Lucius Ross, Ramon Fulwood)

## Formazione
- George Clinton - voce
- Eddie Hazel - chitarra, voce
- Lucius "Tawl" Ross - chitarra, voce
- Bernie Worrell - tastiere, voce
- Billy "Bass" Nelson - basso, voce
- Ramon "Tiki" Fulwood - batteria
- Garry Shider - chitarra, voce

Parliament:
- Raymond "Ray" Davis - voce
- Clarence "Fuzzy" Haskins - voce
- Calvin Simon - voce
- Grady Thomas - voce